# Sadie Maubet Bjornsen
Sadie Maubet Bjornsen (Omak, 21 november 1989) is een Amerikaanse langlaufster. Ze vertegenwoordigde haar vaderland op de Olympische Winterspelen 2014 in Sotsji en op de Olympische Winterspelen 2018 in Pyeongchang.

## Carrière
Bjornsen maakte haar wereldbekerdebuut in februari 2011 in Drammen. Op de wereldkampioenschappen langlaufen 2011 in Oslo eindigde de Amerikaanse als 24e op de sprint en als 29e op 10 kilometer klassieke stijl. Samen met Kikkan Randall eindigde ze als negende op de teamsprint. In maart 2012 scoorde ze in Drammen haar eerste wereldbekerpunten. In Val di Fiemme nam Bjornsen deel aan de wereldkampioenschappen langlaufen 2013. Op dit toernooi eindigde ze als 32e op de sprint en als 37e op de 15 kilometer skiatlon. Op de 4×5 km estafette eindigde ze samen met Kikkan Randall, Elizabeth Stephen en Jessica Diggins op de vierde plaats. In maart 2013 behaalde de Amerikaanse in Lahti haar eerste toptienklassering in een wereldbekerwedstrijd. Tijdens de Olympische Winterspelen van 2014 in Sotsji eindigde ze als achttiende op de 10 kilometer klassieke stijl en als 31e op de 15 kilometer skiatlon. Samen met Kikkan Randall, Elizabeth Stephen en Jessica Diggins eindigde ze als negende op de 4×5 km estafette.
Op de wereldkampioenschappen langlaufen 2015 in Falun eindigde Bjornsen als negentiende op de sprint en twintigste op zowel de 15 kilometer skiatlon als de 30 kilometer klassieke stijl. Op de 4×5 km estafette eindigde ze samen met Rosie Brennan, Elizabeth Stephen en Jessica Diggins op de vierde plaats. In januari 2017 stond de Amerikaanse in Toblach voor de eerste maal in haar carrière op podium van een wereldbekerwedstrijd. In Lahti nam ze deel aan de wereldkampioenschappen langlaufen 2017. Op dit toernooi eindigde ze als 23e op de 10 kilometer klassieke stijl. samen met Jessica Diggins veroverde ze de bronzen medaille op de teamsprint, op estafette eindigde ze samen met Kikkan Randall, Elizabeth Stephen en Jessica Diggins op de vierde plaats. Tijdens de Olympische Winterspelen van 2018 in Pyeongchang eindigde Bjornsen als veertiende op de sprint, als vijftiende op de 10 kilometer vrije stijl en als zeventiende op de 30 kilometer klassieke stijl. Samen met Sophie Caldwell, Kikkan Randall en Jessica Diggins eindigde ze als vijfde op de estafette. 
Op de wereldkampioenschappen langlaufen 2019 in Seefeld eindigde de Amerikaanse als vijftiende op de 30 kilometer vrije stijl, als achttiende op de sprint en als 23e op de 10 kilometer klassieke stijl. Op de teamsprint eindigde ze samen met Jessica Diggins op de vijfde plaats, samen met Julia Kern, Rosie Brennan en Jessica Diggins eindigde ze als vijfde op de estafette. In Oberstdorf nam  ze deel aan de wereldkampioenschappen langlaufen 2021. Op dit toernooi eindigde ze als elfde op de 10 kilometer vrije stijl en als vijftiende op de 30 kilometer klassieke stijl. Op de estafette eindigde ze samen met Hailey Swirbul, Rosie Brennan en Jessica Diggins op de vierde plaats, samen met Rosie Brennan eindigde ze als vijfde op de teamsprint.

## Resultaten

### Olympische Winterspelen
| Jaar | Plaats      | Resultaten                                                                                         |
| ---- | ----------- | -------------------------------------------------------------------------------------------------- |
| 2014 | Sotsji      | 18e 10 km (klassieke stijl) 31e 15 km skiatlon 9e 4×5 km estafette                                 |
| 2018 | Pyeongchang | 14e Sprint (klassieke stijl) 15e 10 km (vrije stijl) 17e 30 km klassieke stijl 5e 4x5 km estafette |

### Wereldkampioenschappen
| Jaar | Plaats        | Resultaten |
| ---- | ------------- | --- |
| 2011 | Oslo          | 24e Sprint (vrije stijl) 29e 10 km (klassieke stijl) 9e Teamsprint (klassieke stijl)                                         |
| 2013 | Val di Fiemme | 32e Sprint (klassieke stijl) 37e 15 km skiatlon 4e 4×5 km estafette                                                          |
| 2015 | Falun         | 19e Sprint (klassieke stijl) 20e 15 km skiatlon 20e 30 km klassieke stijl 4e 4×5 km estafette                                |
| 2017 | Lahti         | 23e 10 km klassieke stijl · Teamsprint (klassieke stijl) · 4e 4×5 km estafette                                               |
| 2019 | Seefeld       | 18e Sprint (vrije stijl) 23e 10 km klassieke stijl 15e 30 km vrije stijl 5e Teamsprint (klassieke stijl) 5e 4×5 km estafette |
| 2021 | Oberstdorf    | 11e 10 km vrije stijl 15e 30 km klassieke stijl 5e Teamsprint (vrije stijl) 4e 4×5 km estafette                              |

### Wereldbeker
Eindklasseringen
| Seizoen   | Algm | DI  | SP  | TdS |
| --------- | ---- | --- | --- | --- |
| 2011/2012 | 98e  | –   | 69e | –   |
| 2012/2013 | 54e  | 56e | 37e | –   |
| 2013/2014 | 32e  | 26e | 43e | –   |
| 2014/2015 | 23e  | 19e | 24e | DNF |
| 2015/2016 | 14e  | 14e | 14e | 14e |
| 2016/2017 | 16e  | 17e | 23e | DNF |
| 2017/2018 | 6e   | 10e | 8e  | 9e  |
| 2018/2019 | 14e  | 13e | 8e  | DNF |
| 2019/2020 | 8e   | 13e | 10e | 7e  |
| 2020/2021 | 54e  | 40e | 40e | –   |